# Cresta sagital

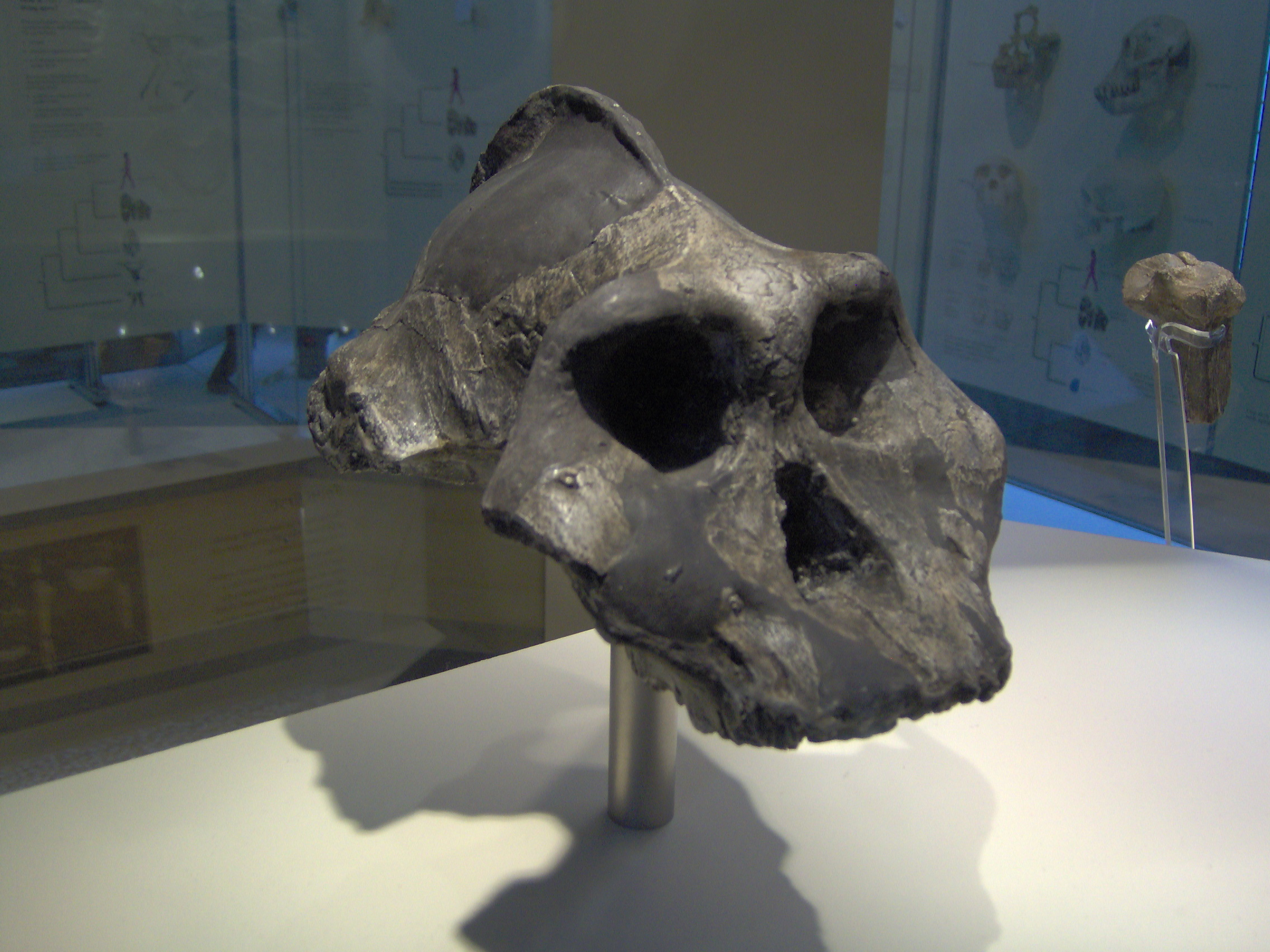
Réplica de cráneo de Paranthropus aethiopicus

Una cresta sagital es una protuberancia ósea (elevación de huesos), que recorre la parte superior del cráneo, pasando por el medio de este (en la sutura sagital).
La presencia de esta protuberancia indica una excepcional fuerza de los músculos de la mandíbula, ya que la cresta sagital sirve principalmente para la unión del músculo temporal, que es uno de los principales músculos masticadores.
El desarrollo de esta cresta se supone estar ligado con el desarrollo del mismo músculo. Estas crestas suelen encontrarse en cráneos de animales con un mordisco poderoso, tales como el gorila, el león o el perro. Entre algunos animales extintos encontramos dinosaurios como el tyrannosaurio y homínidos como el Paranthropus. 
- Datos: Q2232942